# Unbiunium
Unbiunium ist ein derzeit hypothetisches chemisches Element mit der Ordnungszahl 121.
Im Periodensystem der Elemente steht es zwischen den ebenfalls noch nicht nachgewiesenen Elementen 120Unbinilium und 122Unbibium.
Im erweiterten Periodensystem (es liegt außerhalb des „normalen“ Periodensystems) gehört es zu den Superactinoiden.
Der Name ist der temporäre systematische IUPAC-Name und steht für die drei Ziffern der Ordnungszahl.
Es besitzt möglicherweise als erstes Element des Periodensystems ein besetztes g-Orbital, wodurch die 5. Schale mit einem zusätzlichen Elektron aufgefüllt würde. Da keine natürlichen Isotope existieren, müsste es erst noch auf künstliche Weise durch Kernfusion erzeugt werden.

## Target-Projektil-Kombinationen für Kerne mit Z=121
Die folgende Tabelle gibt alle Kombinationen für Targets und Projektile wieder, die zur Erzeugung von Kernen mit einer Ladungszahl von 121 benutzt werden könnten, deren Halbwertszeit dem nicht schon im Weg steht (T1/2 > 0,2 a).
Alle Kombinationen weisen einen Mangel von mindestens 3 Neutronen auf.
| Target | Target   | Projektil | Projektil | Produkt | Produkt | Produkt                                          |
| Kern   | HWZ (a)  | Kern      | HWZ (a)   | Kern    | Kern    | Bemerkung                                        |
| ------ | -------- | --------- | --------- | ------- | ------- | ------------------------------------------------ |
| 208Pb  | stabil   | 89Y       | stabil    | 297Ubu  | 297Ubu  | zu neutronenarm °)                               |
| 232Th  | 14 Mrd.  | 71Ga      | stabil    | 303Ubu  | 300Ubu  | zu neutronenarm °)                               |
| 238U   | 4,5 Mrd. | 65Cu      | stabil    | 303Ubu  | 300Ubu  | zu neutronenarm °)                               |
| 237Np  | 2,1 Mio. | 64Ni      | stabil    | 301Ubu  | 298Ubu  | zu neutronenarm °)                               |
| 244Pu  | 80 Mio.  | 59Co      | stabil    | 303Ubu  | 300Ubu  | zu neutronenarm °)                               |
| 244Pu  | 80 Mio.  | 60Co      | 5,2       | 304Ubu  | 301Ubu  | zu neutronenarm °) neutronenreichste Kombination |
| 243Am  | 7370     | 58Fe      | stabil    | 301Ubu  | 298Ubu  | zu neutronenarm °)                               |
| 243Am  | 7370     | 60Fe      | 2,6 Mio.  | 303Ubu  | 300Ubu  | zu neutronenarm °)                               |
| 248Cm  | 340000   | 55Mn      | stabil    | 303Ubu  | 300Ubu  | zu neutronenarm °)                               |
| 250Cm  | 9000     | 55Mn      | stabil    | 305Ubu  | 302Ubu  | zu neutronenarm °)                               |
| 247Bk  | 1380     | 54Cr      | stabil    | 301Ubu  | 298Ubu  | zu neutronenarm °)                               |
| 248Bk  | 9        | 54Cr      | stabil    | 302Ubu  | 299Ubu  | zu neutronenarm °)                               |
| 249Bk  | 0,88     | 54Cr      | stabil    | 303Ubu  | 300Ubu  | zu neutronenarm °)                               |
| 249Cf  | 351      | 51V       | stabil    | 300Ubu  | 297Ubu  | zu neutronenarm °)                               |
| 250Cf  | 13       | 51V       | stabil    | 301Ubu  | 298Ubu  | zu neutronenarm °)                               |
| 251Cf  | 900      | 51V       | stabil    | 302Ubu  | 299Ubu  | zu neutronenarm °)                               |
| 252Cf  | 2,6      | 51V       | stabil    | 303Ubu  | 300Ubu  | zu neutronenarm °)                               |
| 252Es  | 1,3      | 50Ti      | stabil    | 302Ubu  | 299Ubu  | zu neutronenarm °)                               |
| 254Es  | 0,75     | 50Ti      | stabil    | 304Ubu  | 301Ubu  | zu neutronenarm °) neutronenreichste Kombination |

°) Folgt man dem Trend der letzten erzeugten Isotope von 115Moscovium und 117Tenness, enthalten diese Kerne deutlich zu wenig Neutronen, um längere Halbwertszeiten aufweisen zu können.

## Chemische Eigenschaften
Trotz der Änderung der Elektronenkonfiguration und der Möglichkeit, die 5g-Schale zu nutzen, ist nicht zu erwarten, dass sich Unbiunium chemisch stark von Lanthan und Actinium unterscheidet. Eine Berechnung zu Unbiuniummonofluorid (UbuF) ergab Ähnlichkeiten zwischen den Valenzorbitalen von Unbiunium in UbuF und denjenigen von Actinium in Actiniumfluorid (AcF).
Es wird erwartet, dass die nicht bindenden Elektronen an Unbiunium in UbuF in der Lage sind, sich an zusätzliche Atome oder Gruppen zu binden, was zur Bildung der Unbiunium-Trihalogenide UbuX3 führt, analog zu LaX3 und AcX3. Daher müsste die Hauptoxidationsstufe von Unbiunium in seinen Verbindungen +3 sein, obwohl die Nähe der Energieniveaus der Valenz-Unterschalen höhere Oxidationsstufen ermöglichen könnte.